# Danh sách câu lạc bộ bóng đá ở Bahamas
Đây là danh sách các câu lạc bộ bóng đá ở Bahamas.
- Western Warriors
- Bears FC
- Caledonia Celtic
- United FC
- FC Nassau
- Cavalier FC
- Dynamos FC
- Caledonia Thistle
- Baha Juniors FC
- Lyford Cay

Bản mẫu:Bóng đá Bahamas